# Filippo Maria Pirelli
Filippo Maria Pirelli (Ariano, 29 de abril de 1708 - Roma, 10 de janeiro de 1771) foi um cardeal do século XVIII

## Biografia
Nasceu em Ariano em 29 de abril de 1708. Filho de Domenico Pirelli, príncipe de Teora, e Camilla Miranda. O pai estabeleceu a família em Nápoles, onde exerceu a advocacia; e mudou seu sobrenome Perrella para Pirelli por um motivo desconhecido.
Estudos iniciais em casa sob tutores especializados que lhe ensinaram a ciência menor e a filosofia; depois de ingressar no estado eclesiástico em 12 de novembro de 1729, posteriormente, estudou na Universidade La Sapienza , em Roma, onde obteve o doutorado in utroque iure , direito canônico e civil, em 18 de maio de 1739.
Quando o canonato teológico do capítulo catedrático de Ariano vagou por causa da morte de seu tio Nicola Pirelli, ele fez o exame para o cargo, mas por não ter o favor do bispo local, foi excluído. Voltou a Nápoles e continuou seus estudos cultivando a belle lettere latina e italiana , nas quais se destacou. Tornou-se amigo de um sobrinho do cardeal Marcello Passeri e foi com ele a Roma para encontrar o tio; o cardeal o recebeu com grande solicitude e estima e o apresentou a Clemente Argenvilliers, advogado e futuro cardeal, que tomou Filippo Maria como seu aiuto di studio. O Papa Clemente XIII nomeou-o camareiro particular. Em 1741, o Papa Bento XIV nomeou-o prelado doméstico; e defensor consistorial de Nápoles. Em setembro de 1743, ele foi capazgato apostólico de trazer o barrete vermelho aos novos cardeais Francesco Landi, arcebispo de Benevento, e Domenico Orsini d'Aragona. Juiz em Monte Citorio. Auditor cível da Advocacia Consistorial Met; como tal, compôs a famosa causa do príncipe Doria, de quem recebeu um presente de 10.000 escudos, que Monsenhor Pirelli deu ao sobrinho do Papa Clemente XIII, Cardeal Carlo Rezzonico. Auditor civil do auditor da Câmara Apostólica em novembro de 1749. Examinador dos Bispos. Auditor do Tribunal da Assinatura Apostólica de Justiça em dezembro de 1753; depois, um de seus eleitores. Tenente civil do auditor da Câmara Apostólica em setembro de 1759. Abade commendatario de S. Cipriano, Tarento, junho de 1762; e de Maria del Carrà, Calábria, em 1763. Secretário da SC do Conselho Tridentino e da Residência dos Bispos em julho de 1763.
Ordenado em 4 de novembro de 1764.
Eleito arcebispo titular de Damasco, em 4 de fevereiro de 1765. Consagrado, em 10 de fevereiro de 1765, em Roma, pelo Papa Clemente XIII.
Criado cardeal sacerdote no consistório de 26 de setembro de 1766; recebeu o chapéu vermelho em 30 de setembro de 1766; e o título de S. Crisogono, 1 de dezembro de 1766. Atribuído à SS. CC. do Concílio Tridentino, Exame dos Bispos, Visita Apostólica e Índice. Participou do conclave de 1769, que elegeu o Papa Clemente XIV; e foi o autor de um Diário sobre essa eleição.
Morreu em Roma em 10 de janeiro de 1771, após um breve episódio de febre violenta, em Roma. Exposto na igreja de S. Maria em Vallicella, Roma, dos padres Filippini , onde também teve lugar o funeral; a missa foi cantada pelo cardeal Pietro Colonna Pamphili; e o Papa Clemente XIV concedeu a absolvição final; foi sepultado, segundo testamento, na capela de S. Filippo, naquela igreja